# Dubinki
Dubinki (lit. Dubingiai) – miasteczko na Litwie w rejonie malackim, na Pojezierzu Malackim, nad Jeziorem Oświe (Dubińskim) (lit. Asveja), siedziba dyrekcji Oświańskiego Parku Regionalnego, 50 km na północny wschód od Wilna. W XVI i XVII wieku jedna z głównych posiadłości linii kalwińskiej rodu Radziwiłłów. Prawdopodobne miejsce urodzenia Barbary Radziwiłłówny.

## Historia
Pierwsze historyczne wzmianki o miejscowości pochodzą z XIV wieku. W 1334, 1373 i 1375 roku była niszczona przez najazdy krzyżackie. Od XV gród w Dubinkach był ważnym ośrodkiem administracyjnym Wielkiego Księstwa Litewskiego położonym na szlaku handlowym do Inflant. W 1415 roku wielki książę Witold nakazał wznieść zamek, w 1430 roku ufundował kościół parafialny.

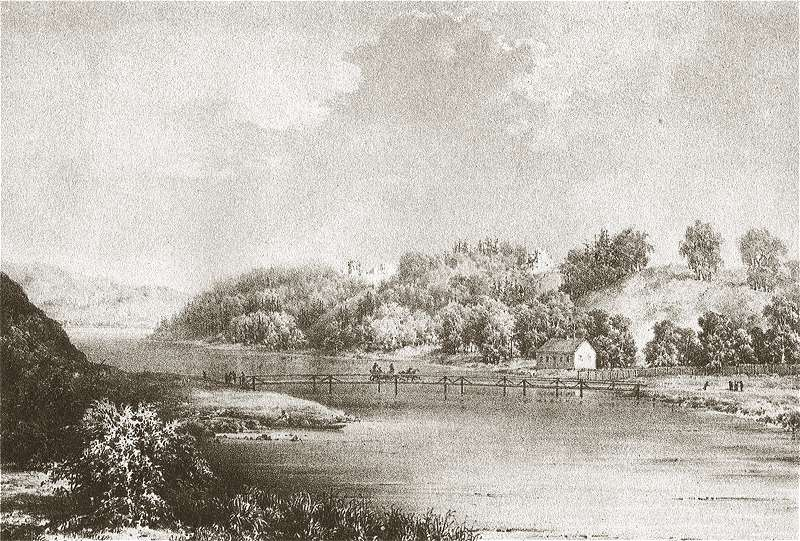
Dubinki w XIX wieku

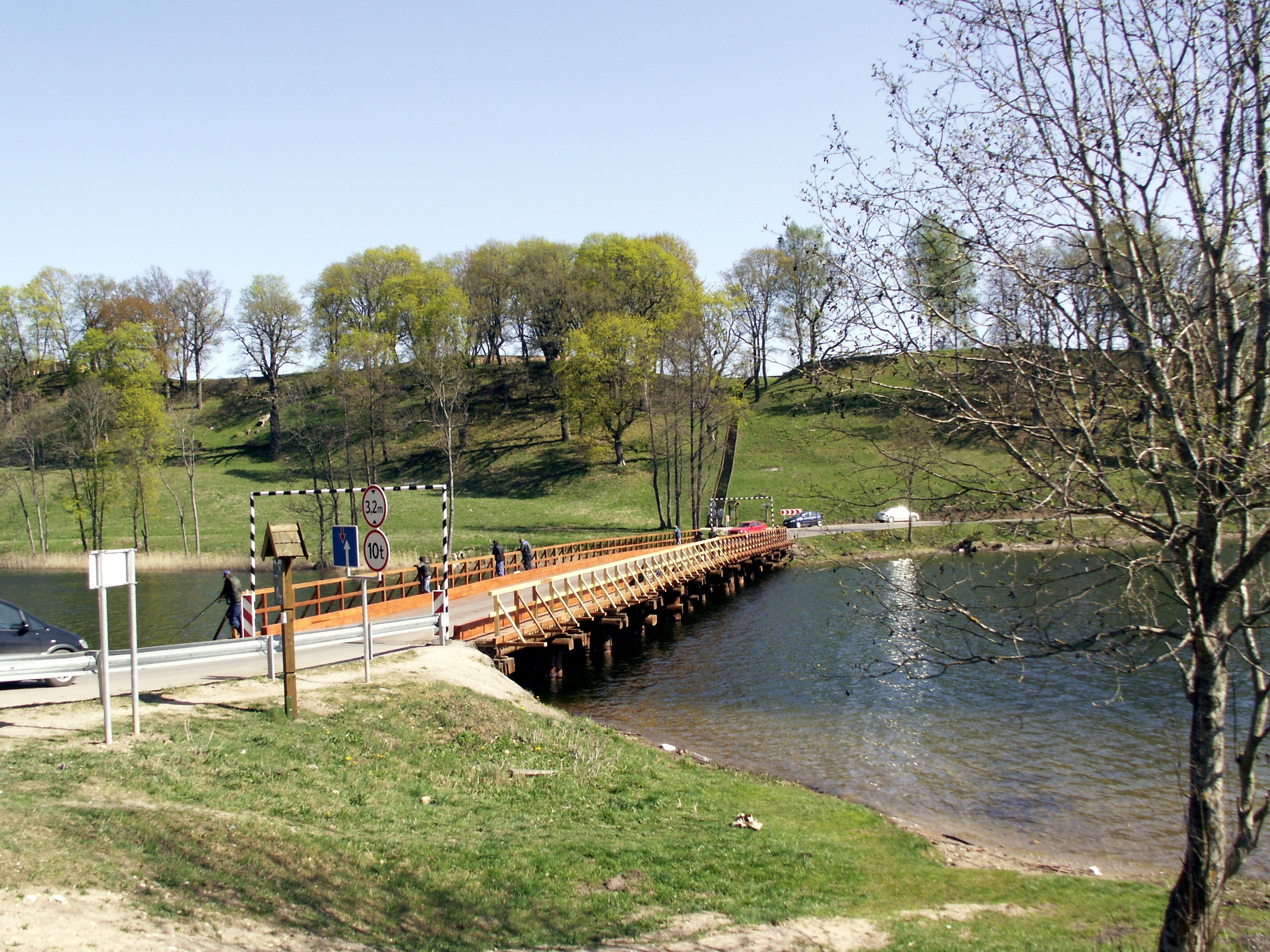
Most i Góra zamkowa

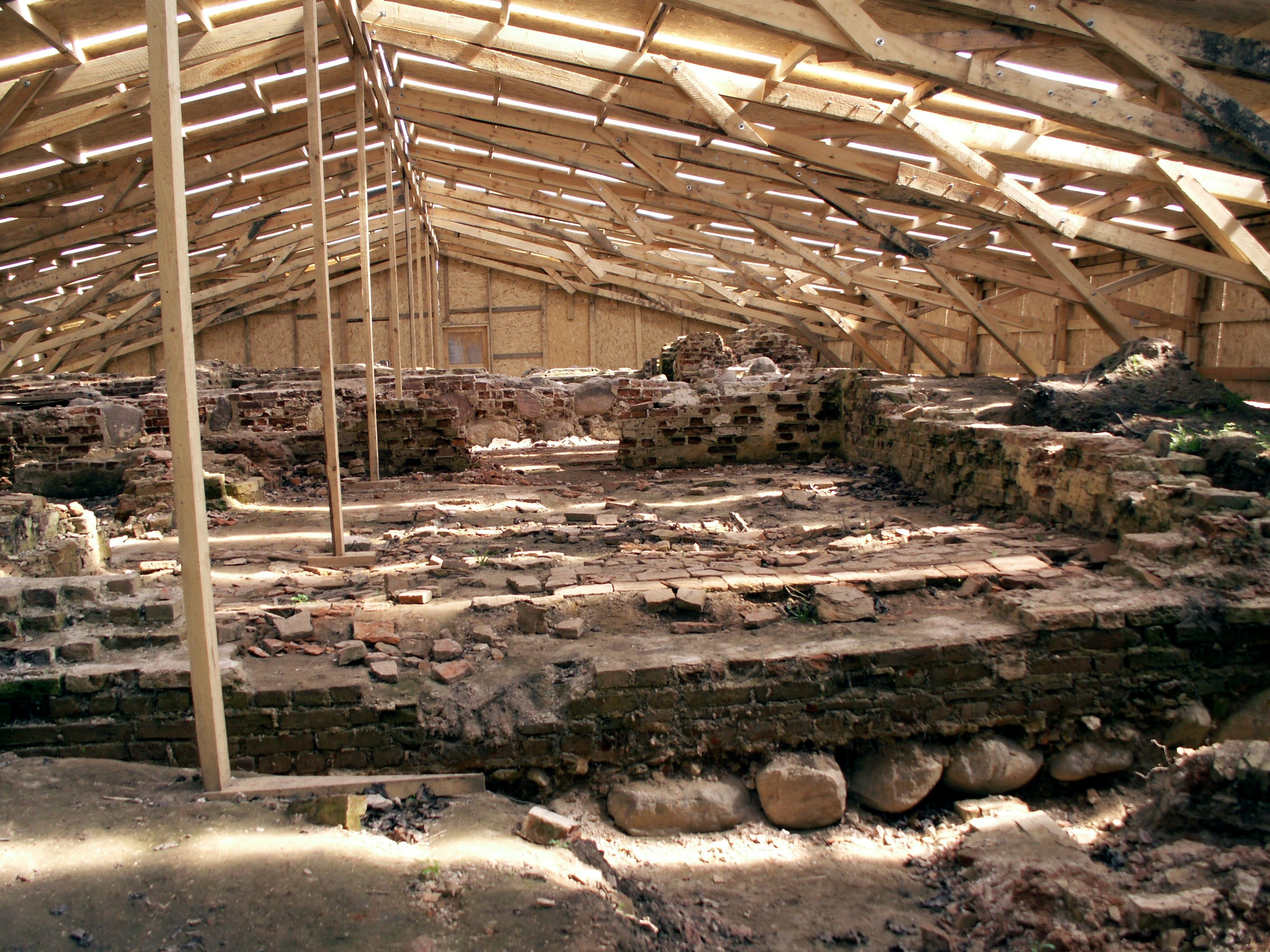
Ruiny zamku Radziwiłłów na Górze Zamkowej

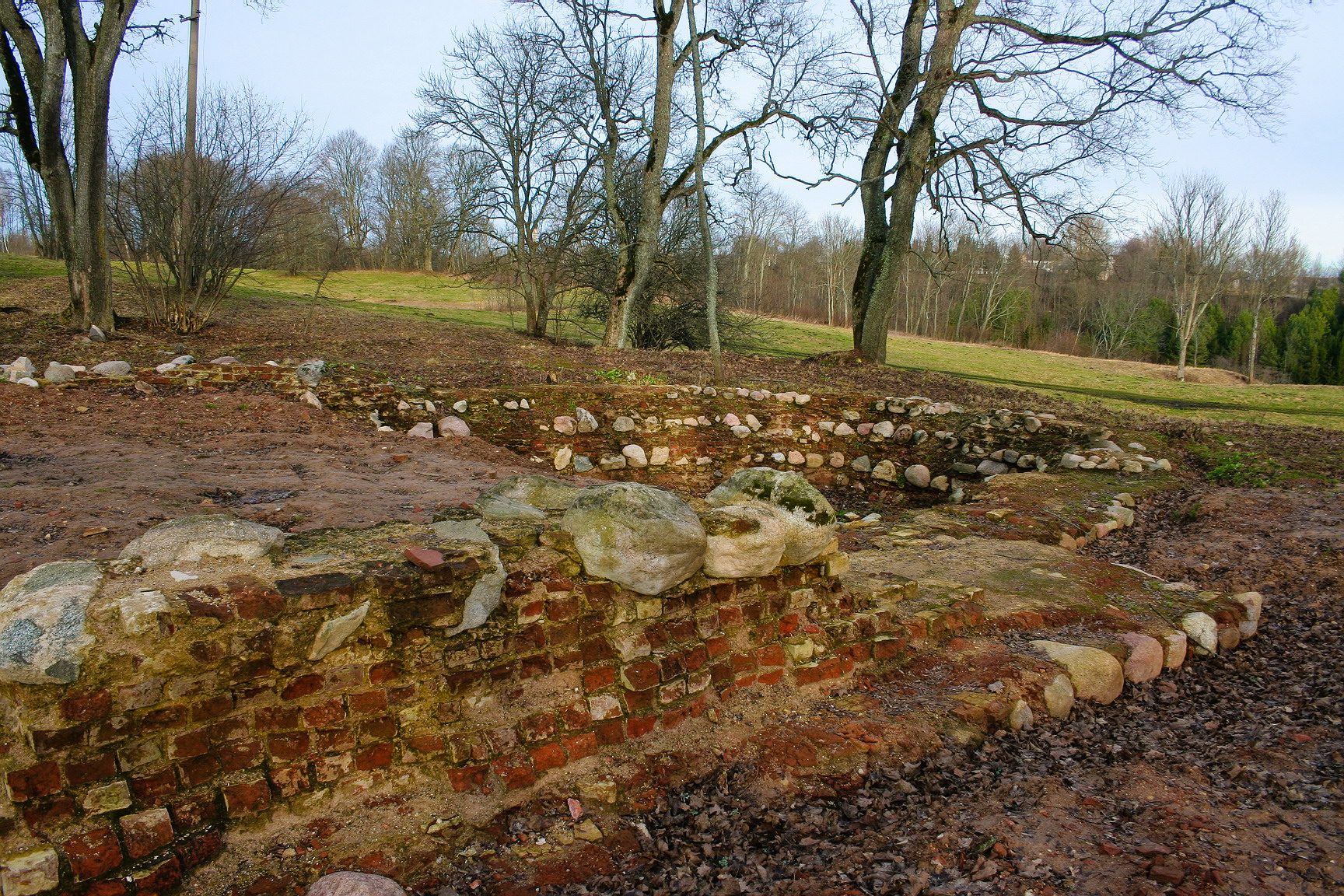
Ruiny kościoła kalwińskiego na Górze Zamkowej

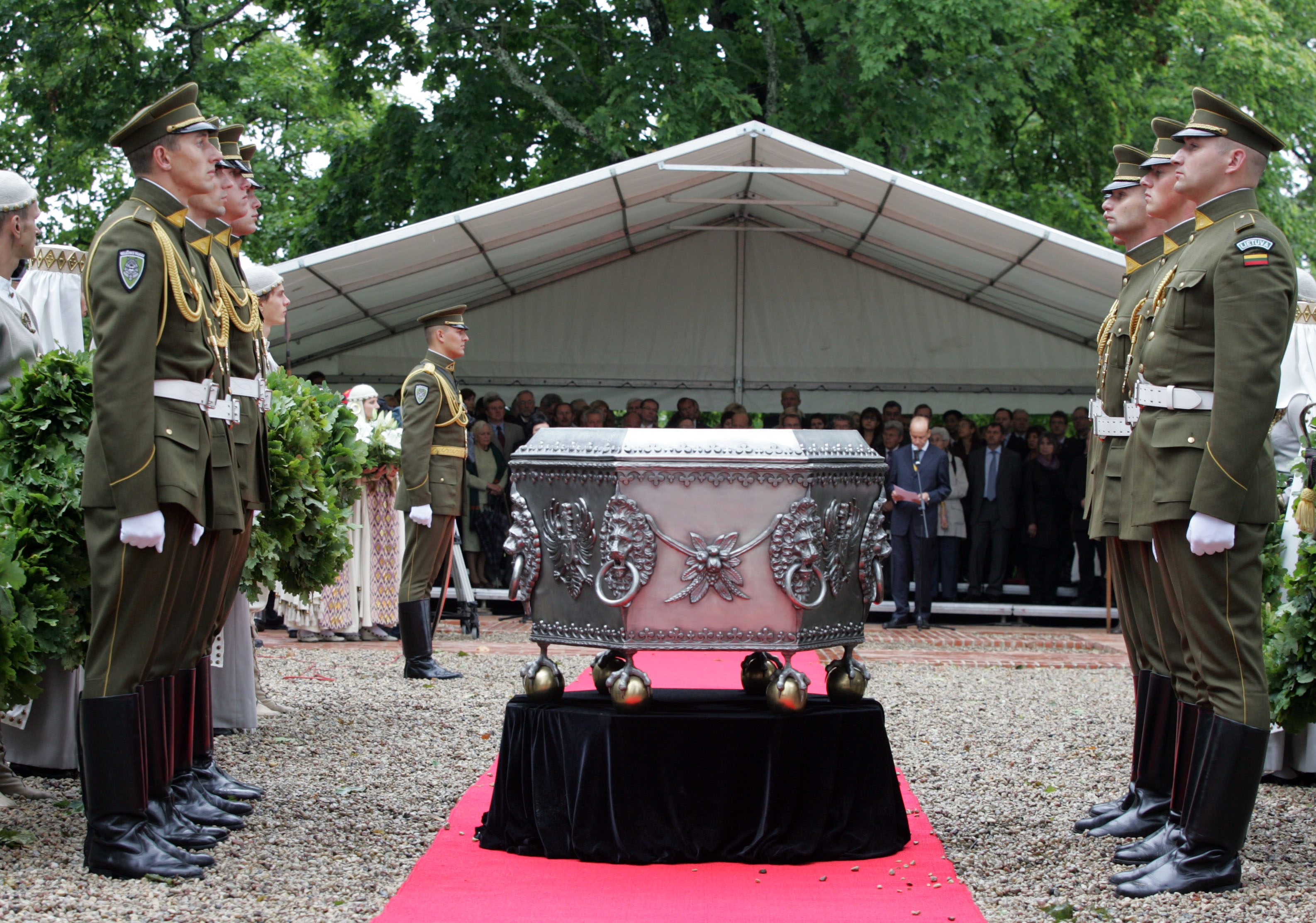
Pogrzeb Radziwiłłów

Do początku XVI wieku Dubinki razem z Mejszagołą były pod zarządem królewskich namiestników, później stały się własnością Radziwiłłów, a Jerzy Radziwiłł rozpoczął budowę murowanego zamku. Po śmierci hetmana w 1541 roku miasteczko odziedziczył jego syn Mikołaj Radziwiłł Rudy, który w 1564 roku został protestantem i przyjął wyznanie kalwińskie. Od tego czasu Dubinki były jednym z ważniejszych ośrodków reformacji na Litwie. Siostra Mikołaja Barbara Radziwiłłówna (znana z romansu z królem Zygmuntem II Augustem) mieszkała w Dubinkach pod czujną opieką brata przez kilka miesięcy (zimą 1547-1548). W czasie Potopu jako własność Bogusława Radziwiłła zostały splądrowane przez wojska lojalne królowi polskiemu, a następnie mu odebrane jako banicie. Powróciły w ręce Radziwiłłów w drugiej poł. XVII wieku. Jeszcze w 1642 roku katolicy rozpoczęli proces sądowy przeciwko dubińskim kalwinom o zabór ziemi i ruchomego majątku byłej parafii katolickiej w Dubinkach. Katolicy proces wygrali. W 1672 roku kosztem Ludwiki Karoliny Radziwiłłówny na wzgórzu koło miasteczka wzniesiono nowy drewniany kościół katolicki (taki był wyrok sądu – Grzechy przodków mają naprawić ich potomkowie). Dubinki nie odzyskały już jednak dawnej świetności. Przez cały wiek XVIII dobrami dubińskimi formalnie należącymi do Radziwiłłów władali dzierżawcy lub kredytorzy Radziwiłłów (M. Tyzenhauz, K. Puzyna, J. Białłozor i inni).
W 1808 roku dubiński majątek został kupiony od Radziwiłłów przez Michała Tyszkiewicza. Za jego czasów wzniesiono wiele nowych budynków gospodarczych oraz pałacyk Tyszkiewiczów. Po 1918 roku Dubinki znalazły się w granicach Republiki Litewskiej i były letnią rezydencją prezydenta Antanasa Smetony. Po II wojnie światowej w Litewskiej SRR, po 1991 roku znów w granicach Republiki Litwy. Obecnie są ośrodkiem krajoznawczo-wypoczynkowym.
Od XIX wieku Dubinki były miejscem ożywionego ruchu społecznego mającego na celu przywrócenie świadomości narodowej Litwinom, od 1918 roku terenem lituanizacji i kolonizacji litewskiej. Dochodziło do wielokrotnych sporów z mieszkającymi w miasteczku Polakami. Konflikty te ciągnęły się aż do czasów II wojny światowej, a ich kulminacją były wydarzenia z czerwca 1944 roku, kiedy porachunki między litewską policją i oddziałami Armii Krajowej z 5 Wileńskiej Brygady Zygmunta Szendzielarza „Łupaszki” doprowadziły do śmierci kilkudziesięciu cywilów po stronie litewskiej i polskiej w Dubinkach i Glinciszkach. W odwecie za śmierć mieszkańców Glinciszek, 23 czerwca, oddziały polskie zabiły 27 mieszkańców Dubinek (zbrodnia w Dubinkach).
Na początku XXI wieku na Górze Zamkowej w Dubinkach prowadzone były prace archeologiczne. Znalezione tu szczątki Radziwiłłów po zbadaniu DNA przez polskich i litewskich specjalistów zostały zidentyfikowane jako kości Mikołaja Radziwiłła Czarnego i Mikołaja Radziwiłła Rudego – braci Barbary Radziwiłłówny oraz ich bliskich. 5 września 2009 r. szczątki Radziwiłłów zostały uroczyście pochowane w odrestaurowanych ruinach kościoła kalwińskiego.

## Zabytki
- Góra Zamkowa – dawne średniowieczne grodzisko na wyspie, ruiny zamku Radziwiłłów z XVI wieku i kościoła kalwińskiego z XVII wieku, miejsce pochówku przedstawicieli rodu Radziwiłłów m.in. Mikołaja Radziwiłła Rudego i Janusza Radziwiłła
- cmentarz parafialny – zachowane ogrodzenie, drewniana dzwonnica i ruiny kościoła katolickiego z 1672 roku fundacji Ludwiki Karoliny Radziwiłłówny
- drewniana karczma z 1842 roku
- drewniany most